# Veniellidae
Veniellidae zijn een uitgestorven  familie van tweekleppigen uit de orde Veneroida.